# De wachtkamer
De wachtkamer is een Nederlandse erotische korte film uit 1995, onder regie van Jos Stelling. In 2000 kwam er een vervolgfilm uit, genaamd The Gas Station.

## Verhaal
Een echtpaar zit in een wachtkamer op een station. Als de echtgenote koffie gaat halen, worden enkele vrouwen op provocerende wijze door de man bekeken. Een van de passerende vrouwen reageert op zijn blikken, waarna ze hem een lesje leert.

## Rolverdeling
| Acteur         | Personage             |
| -------------- | --------------------- |
| Bianca Koedam  | De vrouw in het blauw |
| Gene Bervoets  | De man                |
| Annet Malherbe | Zijn vrouw            |

## Prijzen
- 1996 - Beste Korte Film - Gouden Kalf, Nederland
- 1997 - Persprijs - Gouden Roos, Zwitserland
- 1997 - Gouden Griffioen - Saint Petersburg International Festival of Festivals, Sint-Petersburg
- 1998 - Juryprijs - Mediawave, Hongarije